# Broncho Billy's Heart
Broncho Billy's Heart is een Amerikaanse korte stomme film uit 1912, van en met Gilbert M. 'Broncho Billy' Anderson. De andere hoofdrollen worden vertolkt door Arthur Mackley, Julia Mackley en Fred Church.

## Verhaal
De oude kolonist Silas Jordan stelt vast dat zijn paard niet meer in staat is om zijn zware wagen te trekken. Wanneer hij op een dag het fitte paard van rancher Jim Davis ontdekt dat vastgemaakt is langs de kant van het pad, spant hij het paard ongevraagd voor zijn wagen en rijdt verder. Enkele uren later ontmoeten Jordan en zijn gezin Broncho Billy, die samen met hen het avondmaal eet. Na het eten neemt Broncho afscheid en vertrekt.
Een tijd later ontmoet Broncho Jim Davis en een stel van zijn cowboys, die op zoek zijn naar het vermiste paard. Davis vertelt Broncho over het voorval en zweert dat ze de dief zullen ophangen. Daarop realiseert Broncho zich dat het witte paard van Jordan aan de beschrijving van Davis beantwoordt en dat er nog een ander paard achter de wagen gebonden was.
Broncho is ervan overtuigd dat de oude kolonist gevaar loopt als hij wordt gepakt. Hij rijdt Jordan achterna en overtuigt hem om van paard te ruilen. Daarna vervolgt Jordan zijn weg en laat Broncho het witte paard los op het pad. Broncho vindt een goede plek om te slapen voor de nacht en heeft net zijn hoofd op zijn zadel gelegd als hij ziet hoe Davis en zijn cowboys het paard zien en denken dat het gewoon losgebroken was. Met een diepe zucht van voldoening steekt Broncho een sigaret op, met een grimmige lach op zijn bruine gezicht.

## Rolverdeling
| Acteur              | Personage       | Opmerkingen        |
| ------------------- | --------------- | ------------------ |
| Gilbert M. Anderson | Broncho Billy   |                    |
| Arthur Mackley      | Silas Jordan    |                    |
| Julia Mackley       | Jordans vrouw   |                    |
| Fred Church         | Jim Davis       |                    |
| Audrey Hanna        | Jordans dochter |                    |
| Patrick Rooney      | Cowboy          | als Pat Rooney     |
| True Boardman       | Jordans zoon    | niet of aftiteling |
| Texas George Briggs | Cowboy          | niet of aftiteling |
| Willis Elder        | Cowboy          | niet of aftiteling |
| Victor Potel        | Cowboy          | niet of aftiteling |